# 5806 Архіерой
5806 Архіерой (1986 AG1, 1987 QQ9, 5806 Archieroy) — астероїд головного поясу, відкритий 11 січня 1986 року.
Тіссеранів параметр щодо Юпітера — 3,798.